# Северно Сулавеси

Северно Сулавеси (на индонезийски: Sulawesi Utara, съкратено Sulut) е провинция на Индонезия, разположена в северната част на остров Сулавеси със столица град Манадо. На запад граничи с провинция Горонтало, която през 2001 г. се отделя от нея. Населението ѝ е 2 265 937 жители (2010 г.), а има площ от 15 359 кв. км. Намира се в часова зона UTC+8. Религоизният ѝ състав е: 63,6% протестанти, 30,90% мюсюлмани, 4,40% католици и други. Провинцията е разделена административно на 4 града и 10 регентства.
В провинцията се намира вулканът Сопутана – един от най-активните вулкани на острова.